# Lîsohirka, Teofipol
Lîsohirka (în ucraineană Лисогірка) este un sat în comuna Sveateț din raionul Teofipol, regiunea Hmelnîțkîi, Ucraina.

## Demografie
Componența lingvistică a localității Lîsohirka
     Ucraineană (99,71%)
     Alte limbi (0,29%)
Conform recensământului din 2001, majoritatea populației localității Lîsohirka era vorbitoare de ucraineană (99,71%), existând în minoritate și vorbitori de alte limbi.